# Байссама Санко
Байссама Санко (фр. Baïssama Sankoh, нар. 20 березня 1992, Ножан-сюр-Марн) — французький і гвінейський футболіст, півзахисник клубу «Кан» та національної збірної Гвінеї.

## Клубна кар'єра
У дорослому футболі дебютував 2009 року виступами за команду «Генгам-2», в якій провів чотири сезони, взявши участь у 39 матчах чемпіонату. 
В основній команді клубу «Генгам» дебютував у 2011 році. Відіграв за команду з Генгама 46 матчі в національному чемпіонаті.
Був орендований «Брестом» в сезоні 2015-2016. Відіграв за клуб 36 матчів.
3 липня 2017-го підписав з клубом «Кан» трирічний контракт.

## Виступи за збірну
У 2013 році дебютував в офіційних матчах у складі національної збірної Гвінеї. Наразі провів у формі головної команди країни 15 матчів.

## Досягнення
- Володар Кубка Франції: 2013/14